# Mikhail Sjvejtser
Mikhail Sjvejtser (russisk: Михаи́л Абра́мович Шве́йцер) (født 16. januar 1920 i Perm i det Rusland, død 2. juni 2000 i Moskva i Rusland) var en sovjetisk filminstruktør og manuskriptforfatter.

## Filmografi
- Put slavy (Путь славы, 1948)[2][3]
- Tjuzjaja rodnja (Чужая родня, 1956)
- Tugoj uzel (Тугой узел, 1956)
- Mitjman Panin (Мичман Панин, 1960)
- Voskresenije (Воскресение, 1960)
- Vremja, vperjod! (Время, вперёд!, 1965)
- Zolotoj teljonok (Золотой телёнок, 1968)
- Begstvo mistera Mak-Kinli (Бегство мистера Мак-Кинли, 1975)
- Smesjnyje ljudi! (Смешные люди!, 1977)
- Malenkije tragedii (Маленькие трагедии, 1979)
- Mjortvyje dusji (Мёртвые души, 1984)
- Krejtserova sonata (da.: Krejtserova sonata, 1987)